# Heinrich von Xylander (Historiker)
Heinrich Siegfried Joseph Ernst Ritter und Edler von Xylander (* 11. März 1904 in Hagenau im Elsass; † 14. Oktober 1941 Murawjewo bei Rschew) war ein deutscher Historiker.

## Leben
Geboren als zweiter Sohn Adolph von Xylanders und seiner Gattin Ellen, geb. Glagau, wuchs Heinrich während seiner ersten Lebensjahre in Hagenau auf. Zwischen 1905 und 1910 siedelte die Familie nach Latzig in Pommern um. Von 1913 bis zum Abitur 1922 besuchte Heinrich das Königlich Humanistische Gymnasium in Köslin.
Von 1922 bis 1924 studierte er Rechtswissenschaften an der Universität Greifswald und Universität Bonn, wandte sich jedoch ab 1924 an der Universität Jena dem Studium der Geschichte zu. 1923 wurde er im Corps Borussia Bonn rezipiert.
Die Zeit in Jena verbrachte er vorwiegend mit Studien zu Herzog Christian von Braunschweig-Wolfenbüttel. 1925 forschte er in Wolfenbüttel im damaligen Landeshauptarchiv (heute Staatsarchiv Wolfenbüttel), wo er vermutlich bereits mit dem Leiter Hermann Voges zusammentraf.
1926 promovierte Heinrich von Xylander bei Alexander Cartellieri über das Leben und die Biographie Herzog Christians von Braunschweig zum Doktor phil. Diese konnte er jedoch erst ein Jahr später mit der Vorlage eines Teildrucks seiner Dissertationsschrift abschließen. 1929 heiratete er Eva Board in Latzig. Die Ehe blieb kinderlos. In den folgenden Jahren lebte er zusammen mit seiner Frau auf dem Gut seiner Mutter in Latzig, die er bei der Verwaltung der Güter unterstützte.
Xylander, der kein Mitglied der NSDAP oder einer Unterorganisation war, geriet 1935 in einen Rechtsstreit mit ortsansässigen NS-Parteimitgliedern. Das Gericht sah die ihm vorgeworfenen Schmähungen eines Zellenleiters der NSDAP und einer Frauenschaftsleiterin nur als gegen die Personen, nicht aber gegen die von ihnen ausgeübten Ämter an und verurteilte Xylander schließlich zur Zahlung von einhundert Reichsmark.
1938 wurde Xylander zum Leutnant d.R. im Kavallerieregiment 5 in Stolp ernannt, zwei Jahre später folgte die Beförderung zum Oberleutnant d.R.
Xylander fiel am 14. Oktober 1941 nahe dem Dorf Murawjewo während der Kampfhandlungen um Rschew.

## Die Promotionsschrift
Xylander hatte 1926 seine Arbeit zunächst einbehalten. 1927 hatte man ihm auf sein Ersuchen hin einen Teilabdruck der Schrift gestattet, damit er so seine Promotion abschließen konnte (zur vollständigen Ausgabe der Promotionsschrift siehe Literatur). Aus eigenen Mitteln wäre Xylander nicht in der Lage gewesen, eine vollständige Herausgabe zu gewährleisten. Als 1929 das voluminöse zweibändige Werk Hans Wertheims erschien, versuchte er noch, die Arbeit des Kollegen in seine eigene Schrift einzuarbeiten und so seine Forschungen zu Christian von Braunschweig auszubauen. Zunächst geordnet, dann immer willkürlicher sind Kürzungen und Änderungen am Text vorgenommen worden. Auch Zitation und Literaturverzeichnis blieben nicht einheitlich geführt.
Aus unbekanntem Grund gab Xylander jedoch die Überarbeitung seines Textes auf und überließ wahrscheinlich zum Jahreswechsel 1929/30 sein Typoskript dem Wolfenbütteler Archivar Hermann Voges und nicht etwa als Belegexemplar dem Landesarchiv. Voges erwähnte Xylanders Schrift noch 1930 in einer Rezension zu Wertheims Büchern, doch der Verbleib der Xylander’schen Christian-Biographie war seither ungeklärt. Erst 1978 tauchte sie im Nachlass Voges’ wieder auf und befindet sich heute im Staatsarchiv Wolfenbüttel.
Gegen die Theorie, es sei Voges gewesen, der Wertheims Ergebnisse in das Typoskript Xylanders einzuarbeiten versucht habe, spricht die publizistische Arbeit Voges’, der noch einmal 1937 einen Vortrag zum Forschungsstand über Christian von Braunschweig veröffentlichte, in dem er weder Wertheim noch Xylander nennt. Außerdem hätte er das geistige Gut eines (zumal jüngeren) Kollegen nicht veröffentlichen können, und über eine etwaige Druckerlaubnis Xylanders ist nichts bekannt.

## Bedeutung
Xylanders Bedeutung liegt in seiner Arbeit über Herzog Christian von Braunschweig, über dessen Biographie er als einziger wissenschaftlich forschte. Bis heute gibt es keine andere wissenschaftlich-kritische Aufarbeitung des Lebens des Braunschweiger Herzogs. Auch die breiter angelegte, aber nur den Feldzug der Jahre 1621 und 1622 behandelnde Dissertation Hans Wertheims von 1929, die noch bei Hans Delbrück begonnen worden war und vor allem einen militärhistorischen Ansatz verfolgte, beleuchtet nicht in ebenso ausführlicher Weise das Leben und Wirken Christians von Braunschweig.
Xylander verfolgte einen für die 1920er Jahre recht modernen soziologischen Ansatz, indem er die Persönlichkeit des „Tollen Christian“ in den Vordergrund stellte und von dieser Basis aus die Beweggründe für dessen Eingreifen in den Böhmisch-Pfälzischen Konflikt zu erschließen suchte. Bis heute hat dieser Aspekt allerdings keine nennenswerte Rezeption erfahren, da Xylanders Schrift lange Zeit nur als Teildruck vorlag, der zwar Ergebnisse nennt, jedoch allgemeine Sozialisation und Werdegang des Herzogs Christian nicht in dem Umfang wie die Originalschrift ausführt (siehe Literatur).